# Villa Pfleiderer

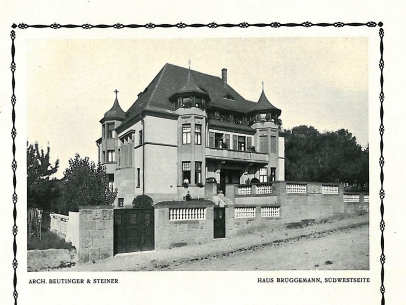
Villa Pfleiderer (auch Villa Brüggemann) in der Lerchenstraße 79 in Heilbronn.

Die Villa Pfleiderer (auch Villa Brüggemann) war eine Villa an der Lerchenstraße 79 in Heilbronn, die in der überregionalen Zeitschrift „Dekorative Kunst“ ausführlich gewürdigt wurde.

## Geschichte
Die Villa wurde 1907/1908 von dem Architekturbüro Beutinger & Steiner für den Fabrikanten Walter Brüggemann (1868–1958) (Brüggemann-Gruppe) errichtet. Dieser verkaufte 1922 die Villa an Adolf Pfleiderer (1877–1957), der Mitinhaber der Holzgroßhandlung G. H. Pfleiderer war. Pfleiderer zog 1944 in die Oberpfalz und vermietete das Haus in den Jahren 1944 bis 1946 an die Polizeidirektion Heilbronn. Danach diente das Haus bis 1948 als Unterkunft für die Spruchkammer. In den darauffolgenden Jahren wurde das Haus bis 1955 als Schule genutzt, zunächst als höhere Handelsschule, später als private Handelsschule Merkur. Als 1957 der Eigentümer Pfleiderer verstarb, wurde das Gebäude an die Kirche Jesu Christi der Heiligen der Letzten Tage weiterveräußert, die bis 1969 dort blieb. Als diese in ein neues Haus nach Böckingen zog, erwarb ein Heilbronner Bauträger die Villa und ließ diese 1973 abbrechen.

## Beschreibung
Für die Gliederung der Geschosse wurde Sandstein verwendet, während die Fassade ansonsten in grauer Farbe verputzt worden war. Zwei polygonale über zwei Geschosse durchgehende Erkertürme mit dazwischenliegendem Balkon gliederten die Fassade. Den beiden Erkertürmen wurden Aufbauten in Eichenholz aufgesetzt, die wiederum mit einem dazwischenliegenden loggiaartigen Dachausbau miteinander verbunden waren. Die Erkeraufbauten erhielten grün patierende Kupferhauben.